# Тимофеев, Валерий Иванович
Тимофеев Валерий Иванович (28 января 1954 — 14 июля 1996) — советский самбист, чемпион Советского Союза, чемпион Европы, победитель первенства Японии по самбо, мастер спорта СССР международного класса.

## Биография
Родился 28 января 1954 года в городе Красноярске. Окончил Красноярскую среднюю школу № 4 в 1970 году. Окончил Красноярский техникум физической культуры в 1973 году. Тренировался под руководством Альберта Астахова и Эдуарда Агафонова.
В конце 1980-х годов — чемпион Советского Союза, чемпион Европы и чемпион первенства Японии по самбо. В Японии в финале боролся с местным чемпионом по дзюдо и, к удивлению японцев, одержал над ним победу. Там же в Японии ознакомился с методикой проведения тренировок по каратэ.
1972 год — Мастер спорта по самбо.
1976 год — Чемпион СССР в весовой категории 57 кг.
1979—1984 года — Главный тренер сборной Красноярского края по карате.
Одним из первых тренеров в 1970-х годах развивал в Красноярском крае восточные единоборства, маскируя их под технику рукопашного боя. Именно Тимофеев стал в Красноярске родоначальником этого восточного вида единоборств. Первые тренировки красноярских каратистов проходили в спортивном зале «Динамо».
Ученики Тимофеева, чемпионы и призёры края и СССР: Олег Моге, Вячеслав Бык, Александр Скутин, Илюс Якупов, Алексей Артаев.
Тимофеев трагически погиб 14 июля 1996 года.